# Callambulyx amanda
Espèce
Callambulyx amanda est une espèce de lépidoptères de la famille des Sphingidae, de la sous-famille des Smerinthinae, de la tribu des Smerinthini et du genre Callambulyx.

## Description
Il est semblable à Callambulyx rubricosa, mais s'en distingue au niveau de la face dorsale par le marquage sombre du coin inférieur de l'aile postérieure.

## Répartition et habitat
Répartition
Il est connu en Birmanie, en Thaïlande, en Malaisie, à Sumatra, à Bornéo et aux Philippines.

## Systématique
- L'espèce Callambulyx amanda a été décrite par les entomologistes Lionel Walter Rothschild et Karl Jordan en 1903[1] sous le nom initial de Callambulyx rubricosa amanda.
- C'est l'espèce type pour le genre.